# Urbansociologi

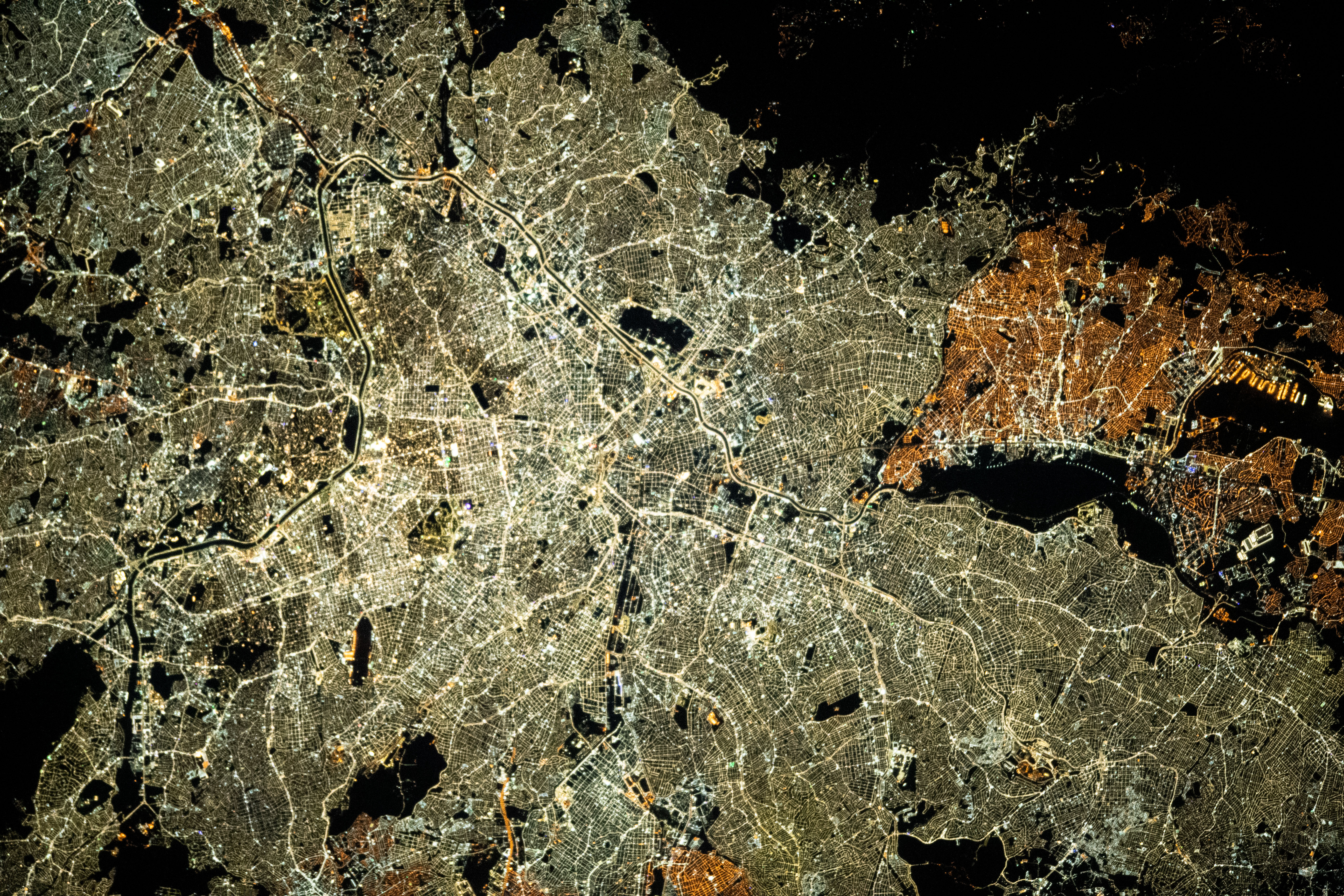
São Paulo, Brasilien

Urbansociologi är en sociologisk subdisciplin som studerar städer, urbanisering och stadsliv. Som en av fältets äldsta subdiscipliner studerar och undersöker urbansociologin de sociala, historiska, politiska, kulturella, resursmässiga och miljömässiga krafterna som har format stadsmiljöer. Precis som inom de flesta områden inom sociologin använder urbansociologer strukturerade observationer, statistisk analys, arkivforskning, data från folkräkningen, samhällsteori teori, intervjuer och andra metoder för att studera olika ämnen, inklusive fattigdom, segregation, migration, gentrifiering, hemlöshet, exkluderande design, förfall samt förändringar och revitalisering av stadsdelar. Den urbansociologiska analysen ger kritiska insikter som formar och vägleder stadsplanering så väl som politiskt beslutsfattande.
De filosofiska grundvalarna för modern urbansociologi härstammar från sociologer som Georg Simmel, Ferdinand Tönnies, Émile Durkheim, Max Weber och Friedrich Engels vilka studerade och teoretiserade kring de sociala och kulturella processerna inom urbanisering, i kraft av att få effekter som alienation, samt skapade ytor för skapandet eller förstörelsen av kollektiva och individuella identiteter.
Dessa teoretiska grundvalar utvidgades och analyserades vidare av en grupp sociologer och forskare som verkade vid University of Chicago under tidigt 1900-tal. Inom det som kom att kallas Chicagoskolan i sociologi revolutionerade ett antal verk av Robert Park, Louis Wirth och Ernest Burgess gällande innerstaden i Chicago inte bara syftet med forskning om städer inom sociologin, utan banade även väg för utvecklingen av kulturgeografin genom nyttjandet av kvantitativa och etnografiska forskningsmetoder. Vikten av teorier som utvecklades av Chicagoskolan inom urbansociologi har kritiskt granskats, men är än idag betydelsefulla historiska framsteg för att förstå urbanisering och städer inom samhällsvetenskapen generellt.